# Tortyra ferratella
Tortyra ferratella là một loài bướm đêm thuộc họ Choreutidae. Nó được tìm thấy ở Panama và Costa Rica.